# Zdeněk Suchý
Zdeněk Suchý (* 7. srpna 1963 Praha) je český režisér a herec. Věnuje se převážně natáčení hudebních videoklipů; spolupracoval například se skupinami Monkey Business nebo J.A.R.. V devadesátých letech režíroval několik epizod dokumentárního seriálu Bigbít a natočil dokument o hudebníkovi Ivanu Královi nazvaný Dancing Barefoot. Zdeněk Suchý provozuje dětský letní tábor jménem Tábor Bartoška.

## Filmografie
- Šeptej (1996)
- Samotáři (2000)
- Musím tě svést (2002)
- Čert ví proč (2003)
- Horem pádem (2004)
- Kolotoč (2007)
- Škola princů (2010)